# ヘジナウド・アムスタウデン
ビルッカ (Biluca) ことヘジナウド・アムスタウデン（Reginaldo Amstalden, 1968年4月8日 - ）は、ブラジル・サンパウロ州ピラシカーバ出身の元サッカー選手。ポジションは主にディフェンダー。

## 経歴
1987年にキンゼ・デ・ピラシカーバでデビュー。1990年代にはジャパンフットボールリーグの大塚製薬サッカー部や東京ガスフットボールクラブでプレー。東京ガスでは本吉剛とセンターバックでコンビを組み、力強さを発揮した。
現役引退後、大塚や柏レイソルなどでプレーしたワグネルと共同で地元ピラシカーバにサッカースクールを設立した。

## 所属クラブ
- 1986年 - 1998年  キンゼ・ジ・ピラシカーバ
- 1989年  トレーゼFC
- 1990年 - 1991年  キンゼ・ジ・ピラシカーバ
- 1992年  アトレチコ・パラナエンセ
- 1992年  大塚製薬サッカー部 (現：徳島ヴォルティス)
- 1993年  キンゼ・ジ・ピラシカーバ
- 1993年  セアラーSC
- 1994年 - 1996年  キンゼ・ジ・ピラシカーバ
- 1997年  東京ガスフットボールクラブ (現：FC東京)
- 1998年  パウリスタFC
- 1998年  ADサンカエターノ
- 1999年  ポルトゥゲーザ・サンチスタ
- 1999年  クルーベ・ナウチコ・カピバリベ
- 2000年  サン・ジョゼEC
- 2000年  オリンピアFC
- 2001年  ミラソウFC